# Reuil
Reuil är en kommun i departementet Marne i regionen Grand Est (tidigare regionen Champagne-Ardenne) i nordöstra Frankrike. Kommunen ligger i kantonen Châtillon-sur-Marne som tillhör arrondissementet Reims. År 2019 hade Reuil 280 invånare.

## Befolkningsutveckling
Antalet invånare i kommunen Reuil
| Referens: INSEE |